# BLAZE (ロックバンド)
BLAZE（ブレイズ）は、日本のハードロックバンド。1975年に結成。

## メンバー
- SHIGE （1975年 - 1987年、1995年 - ） - ギター
本名：池田繁久
- NOBU（1983年 - 1987年、1995年 - ） - キーボード
本名：増田隆宣
- JACK（1995年 - ） - ベース
本名：大石征裕
- SAM（1980年 - 1987年、2000年 - ） - ドラムス
本名：岡本サミュエル
- IKE（2001年 - ） - ボーカル
本名：生沢佑一

## 概要
1975年にギタリストSHIGEを中心に結成された、いわゆる「ディープ・パープル」スタイルのハードロックバンドである。結成後10年あたりまではメンバーチェンジを繰り返しながらも、活動を続けていたが、1987年に様々な理由から、無期限活動休止に入る。
1995年ベーシストにJACKを迎え、8年ぶりにスタジオセッションが再開される。ドラマー候補、ボーカリスト候補のオーディションを兼ねながらも、セッションが幾度となく行なわれた。セッションを重ねるうち、活動休止当時に成し得なかったレコード(CD)リリースのプランが持ち上がり、デモテープのレコーディングも始まる。しかし、ボーカリストがなかなか決まらず、各メンバーの忙しさも相まって、レコーディングは暗礁に乗り上げる。
2000年、元ドラマーのSAMを再び迎え入れ、レコーディングを始める。2001年末ボーカリストがIKEに決定、急ピッチでボーカルレコーディング等を進めた。
2004年、1stアルバム「DANGER ZONE」発表。その年に日本武道館開催された「天嘉 III」に出演、Fireなど4曲を披露する。
2015年、2ndアルバム「DREAM CHASER」発売、ハイレゾ配信も同時開始。

## 作品
- DANGER ZONE （2004年8月25日 DCCL-189）
- DREAM CHASER　（2015年11月25日 DCCA-29）